# Água Pia Márcia

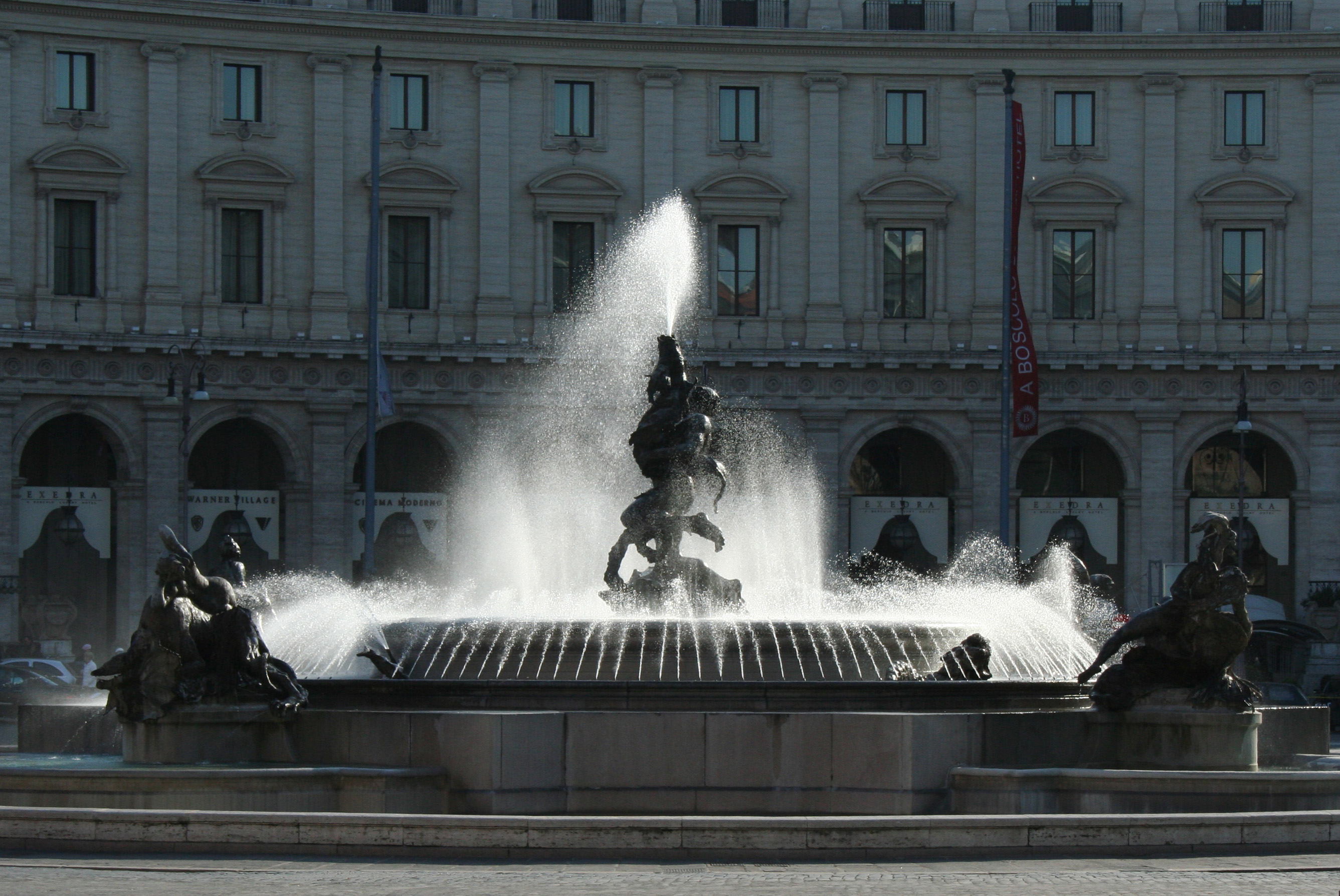
Fontana delle Naiadi

Água Pia Márcia ou apenas Água Pia (em italiano:  Acqua Pia Antica Marcia) era um aqueduto de Roma construído a partir de uma restauração da antiga Água Márcia por Luigi Canina por ordem do papa Pio IX (r. 1845–1878) em 1865. Em 10 de setembro de 1870, a água jorrou novamente na Fontana delle Naiadi, seu terminus, localizada na Piazza della Repubblica.
Para gerir a nova obra, foi fundada, em 1868, a Acqua Pia Antica Marcia SpA, cuja marca ainda está em diversas fontes e drenos da cidade e que foi, por muito tempo, um dos principais fornecedores de água na cidade de Roma. Porém, a demanda cresceu muito com a expansão da cidade e o aumento da vazão do aqueduto não ocorreu sem resistência: em 1929, quando se tentou a captação de uma fonte secundária localizada no município de Agosta para ampliar o abastecimento, os habitantes se armaram e não permitiram que a Acqua Pia Antica Marcia lhes privasse da água. Somente depois da Segunda Guerra Mundial é que foi possível ampliar a oferta de água na cidade.